# Milada Malá
Milada Malá (12. července 1887 Praha – 31. července 1979 Praha) byla česká pedagožka, tělovýchovná pracovnice a spisovatelka.

## Životopis
Otec Milady Malé byl JUDr. Jindřich Malý (4. 1. 1842–1929) spisovatel a matka byla Antonie Malá-Strimplová (23. 6. 1852 Praha – 17. 6. 1933 Praha) překladatelka. Rodiče měli svatbu 7. 1. 1878. Její sourozenci byli Vojtěch Malý (9. 11. 1878), Jaroslav Malý (1880–1917), Bohuslav Malý (31. 1. 1882) učitel, Ludmila Malá (26. 9. 1883), Ctibor Malý (1885–1968) inženýr a Doubrava Jirásková-Malá (12. 6. 1890). Měla dceru Ludmilu Malou.
Milada Malá byla učitelka tělocviku na Městské odborné škole pro ženská povolání a dalších školách v Praze. Byla náčelnicí sokolské jednoty Praha III (1910–1919), náčelnicí sokolské župy Podbělohorské od roku 1911 a náčelnicí ČOS, tj. Československé obce sokolské (1919–1921). Vedla sokolské slety v letech 1920 a 1926. Byla instruktorkou a ředitelkou tělocvičných kurzů a cvičitelských škol ČOS, vedoucí četných sokolských výprav žen do zahraničí a členkou literárního odboru ČOS. Roku 1931 ze svých funkcí ze zdravotních důvodů odstoupila.
Vystoupila z církve římskokatolické v roce 1919. Byla nositelka Řádu svatého Sávy IV. a II. třídy. Bydlela v Praze III na adrese Mostecká 3.

## Dílo

### Spisy
- Sokolská soustava v obrazech: kladiny – kreslil František Kožíšek. Praha: Tělocvičná jednota Sokol, 1917; 1921
- Příručka pro cvičitelky žákyň. Díl I. – Praha: nákladem České obce sokolské, 1919; 1921
- Příručka pro cvičitelky žákyň. Díl II., Cvičební hodiny pro žákyně 6leté–9leté – obrázky nakreslil František Kožíšek. Praha: ČOS, 1922
- Příručka pro cvičitelky žákyň. Díl 3., Cvičební hodiny pro 2. stupeň: žákyně 9leté–12leté – obrázky kreslil František Kožíšek. Praha: ČOS, 1924
- Příručka pro cvičitelky žákyň. Díl 4., Cvičební hodiny pro 3. stupeň: žákyně 12leté–14leté – obrázky kreslil František Kožíšek. Praha: ČOS, 1929
- Příprava k závodům – Praha: ČOS
- Rytmika: pomůcka psychologicky zdůvodněné výchovy dětí 3letých–8letých: teorie a praktické příklady pro školy mateřské a elementární stupně obecných škol – L. Ondrůjová-Velinská, v kapitole VII. příspěvky Milady Kellerové, K. Šumerové, Milady Malé. Praha: Dědictví Komenského, 1934.

### Sestavila
- Ze vzpomínek sokolského písmáka: výňatky ze zápisků bratra Karla Vaníčka – Praha: Nákladem ČOS, 1927
- Česká beseda: nápěvy se slovy všech jednotlivých písní a popis tanců – kresby Helena Livorová; sestavili Jaromír Fiala, Milada Malá, Jarmila Prokšová-Ewaldová. Praha: Komenium, 1949